# Mymarilla wollastoni
Mymarilla wollastoni är en stekelart som beskrevs av John Obadiah Westwood 1879. Mymarilla wollastoni ingår i släktet Mymarilla och familjen dvärgsteklar. Inga underarter finns listade i Catalogue of Life.